# 유호열
유호열(柳浩烈, 1955년 11월 21일 ~ )은 대한민국의 북한 및 통일 문제 연구에 기여가 높은 학자이다. 고려대학교 북한학과 교수로 학계에 기여하였으며, 2016년 1월 1일 박근혜 정부 대한민국의 민주평화통일자문회의 수석부의장(부총리급)으로 임명됐다.  또한,  국사편찬위원회 현대사 위원을 지냈다. 2023년 기준, 통일준비국민포럼(회장 강승규) 통일준비연구소의 초대 이사장직을 역임하고 있다.
유호열은 서울특별시 출생이다. 경기고등학교를 졸업했으며 고려대학교에서 정치외교학 학사와 정치학 석사를, 오하이오 주립 대학교에서 정치학 박사 학위를 취득했다. 유호열은 고려대학교에 부임하기 전에는 10여년 동안 민족통일연구원(현재의 통일연구원)에서 연구위원으로 재직했다. 그리고 고려대학교 학부 및 대학원에서 북한학과 교수를 지냈다. 또한 고려대학교 행정대학원 원장을 역임하기도 했다. 이외에도 북한연구학회 회장(2009. 01. ~ 2009. 12.)과 한국정치학회 회장(2013. 01. ~ 2013. 12.)을 역임하였다.